# Houtvenne
Houtvenne és un antic municipi de Bèlgica a la província d'Anvers, que el 1977 va fusionar amb Hulshout. El 2000, el poble tenia 1706 habitants, sobre una superfície de 4,48 km². És principalment un poble dormitori i agrícola.
Limita al nord amb Hulshout, a ponent amb Westmeerbeek i Ramsel, a migdia amb Begijnendijk a llevant amb Booischot.
Durant l'antic règim feia part del marquesat d'Anvers. Des de 1365 depenia de l'Abadia de Tongerlo. El 1651 va esdevenir una parròquia independent d'Herselt.

## Persones destacades
- Jan Baptist Verlooy (1746-1797), jurista i polític, conegut pel seu assaig en defensa de la llengua neerlandesa.

## Llocs d'interés
La vall del Steenkensbeek, un afluent del Grote Nete, és un paisatge protegit, pel seu curs gairebé natural i la qualitat de l'aigua, el Steenkensbeek és un element paisagístic i ecologicament important.
- Església de Sant Adrià (interior)
- Rectoria
- Casa
- Masia Koudenberg